# 火將羅潔愛兒
火將羅潔愛兒（日语：／），日本埼玉縣出生，生日6月19日。是日本女性角色扮演者、模特兒、藝人。

## 簡歷
2007年，於日本Wonder Festival模型展中cosplay出道。
2015年1月13日，被選為「Amatias 埼玉女子會×地區情報節目」的固定主持人；同年6月28日，主演的電影「轉生遮那巫女傳」公開。
2016年4月28日，被選為「真空管Dolls」Alicia 的官方 Cosplayer；同年6月，成立公司Coprte，擔任公司總經理兼執行董事。2017年5月21日，製作企劃的女僕咖啡廳「貓耳Maid屋」於秋葉原Pre-Open。

## 人物
藝名的由來，是由漫畫《火宵之月》的「火宵」日語同音漢字「火將」，加上漫畫《天使禁獵區》的角色羅潔愛兒組合而成。暱稱「Rossie」，而粉絲的總稱則為「RosiCla」（日语：ロシクラ，Rosiel Cluster的簡稱）。
第一次自製服裝及武器並推出寫真ROM的角色為夢幻之星攜帶版2 無限中的Nagisa。製作武器及小道具時以能長時間拍照也不會累的輕量化為主。

## 演出

### 官方cosplayer
2016年
- 真空管Dolls - 角色 Alicia。
- Magicians Dead - 角色 Claris Flana。

### 電視
2015年
- 電波Jack-World Wide Akihabara- -（1月24・26日）[6]

2016年
- NEWS2人（7月30日・9月24日、TBS）- 與Enako一同出演[7]。
- 田村淳的日本國憲法TV（9月12日-11月5日、CS294ch TVatsushi）。
- AKIBA Dungeon!Episode γ・Δ（12月9・23日、TOKYO MX）- 角色 麗（魔法少女？Naria☆Girls）[8]。

### 網路
- Amatias 埼玉女子會×地區情報節目：埼玉的現在由我們傳達！（2015年1月13日-2016年12月20日、AbemaTV・SHOWROOM）- Season 4 起固定演出[9]。
- 奇想之戰（2016年8月4-10日、Nexon）- 和 五木Akira 共同擔任親善大使，執行 Twitter 的 RT 企劃 - 角色 ロード、シュシュ、クリス[10]。
- 電波Laboratory #10・11（2016年10月13・27日、Niconico生放送）。

### 電影
- 轉生遮那巫女傳（2015年6月28日）- 角色 伊東静[11]。

### 雜誌
- アニメ&ゲーム コスプレMAKE vol.3（2016年7月22日、主婦の友）- 封面、卷頭[12]。

### 同人誌
- コスプレイヤーと仲良くなれるカメラ術（2014年8月17日）- 封面[13]。

## 作品

### 電子寫真集（CD-ROM）
- スティールハーツ（2012年8月11日，PSP2i）
- はんたあっ!（2012年10月18日，MHF）
- 艶脚美人:TOKYO Tights Pretty（2012年12月31日，私服）
- NEWウソプラス（2012年12月31日，LoveLive!）
- NO CONTEST（2013年8月11日，東方Project）
- Love me more!～ロシエルだっちゃ!（2013年8月11日，福星小子）
- はんたあっ! 2（2013年8月11日，MHP2G）
- れいふらっ!（2013年12月31日，東方Project）
- I do not hesitate...（2013年12月31日，東方Project）
- 火粧乃兎（2014年5月11日，東方Project）
- 紅火将（2014年5月11日，東方Project）
- そにろしっ!（2014年8月16日，超級索尼子）
- Rosiel's Summer gift（2014年8月17日，水星領航員・艦隊Collection・制服・私服・新世紀福音戰士）
- Graceful Girls（2014年8月17日，バニーガール）- Comic Market特典。
- 火将椛（2014年11月24日，東方Project）
- お注射しちゃうぞ♪（2014年12月30日，護士服）
- ROSIEL ROMANCE～火～（2014年12月30日，美少女戰士）
- ROSIEL ROMANCE～金～（2015年8月16日，美少女戰士）
- ROSIEL ROMANCE～冥・土～（2015年12月31日，美少女戰士）
- Flowering Night～Rosiel～（2016年5月8日，東方Project）
- ROSIEL ROMANCE～天海～（2016年8月13日，美少女戰士）
- 火将華（2016年12月29日，旗袍）
- FUSION（2016年12月29日，女僕裝）

### 實體寫真集
- RadiantDays（Love Live!）- 與神坂琉菜共同演出[14]。
- 『華道部。』花-cosplay-美少女（2015年12月26日，一迅社）- 15位以上 Cosplayer 共同演出。

### 印象影片（DVD）
- ろしにゃん日和（2019年4月19日、リバプール）
- 異世界でのおとこの人との付き合いかた（仮）（2019年12月20日、リバプール）
- ろしにゃんクエスト～Lv999の恋人～（2020年10月30日、リバプール）
- Never ever（2022年9月30日、リバプール）

## 外部連結

### 官網
- Rosiel Kasyou official website （页面存档备份，存于）
- 火将ロシエルオフィシャルブログ （页面存档备份，存于） - LINE Blog
  - Ameba Blog （页面存档备份，存于）（2012年12月30日-2016年10月7日）

### SNS
- 火將羅潔愛兒的X（前Twitter）
- 火將羅潔愛兒的Instagram帳戶
- 火将ロシエル的Facebook專頁（2013年5月27日-）
- 火将ロシエル - DMM.yell（2016年9月1日-）

### 網路直播
- 火将ロシエルの遊び場♪ （页面存档备份，存于） - LINE LIVE（2016年10月24日-）
- ろしにゃんROOM （页面存档备份，存于） - SHOWROOM（2016年1月4日-）
- 火将ロシエル （页面存档备份，存于） - TwitCasting（2015年4月5日-）
- 火将ロシエルのお部屋 （页面存档备份，存于） - ニコニコミュニティ
- ☆猫耳メイド屋☆ （页面存档备份，存于） - ニコニコミュニティ